# Aethina tumida

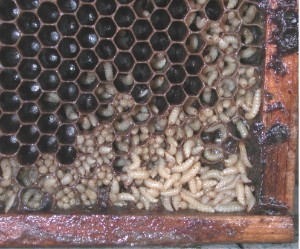
Larve di Aethina tumida in un alveare

Il coleottero degli alveari (Aethina tumida Murray, 1867) è un insetto della famiglia dei Nitidulidae infestante delle colonie di Apis mellifera. 
Il piccolo coleottero può causare il danneggiamento dei favi e la perdita di miele e polline, portando all'estrema conseguenza della perdita della famiglia. Qualora l'infestazione raggiunga proporzioni ragguardevoli può causare lo sciamare della famiglia. Inoltre può creare danni ai favi immagazzinati ed al miele non ancora estratto. Le larve scavano gallerie nei favi dove mangiano e defecano, causando la fermentazione del miele.

## Ciclo di vita
L'Aethina tumida è originaria del Sudafrica dove l'ape del capo è l'unica sottospecie di Apis mellifera che sembra non risentire della sua presenza e con il quale condivide l'areale di origine. Le operaie sono infatti molto aggressive con il piccolo coleottero che riesce a parassitizzare solo famiglie molto deboli o favi immagazzinati.
Le informazioni sul suo ciclo di vita provengono soprattutto dagli studi promossi in Sudafrica. Nessun altro studio dettagliato è stato tuttora fatto in altre regioni degli Stati Uniti dove è stato trovato questo coleottero.
Il piccolo coleottero dell'alveare è un membro della famiglia dei pulitori o coleotteri scavatori. L'insetto adulto assume colori dal marrone scuro al nero ed è circa mezzo centimetro di lunghezza. Gli adulti possono vivere fino a 6 mesi e possono essere osservati quasi ovunque in un alveare, benché spesso siano trovati nella parte posteriore del bordo inferiore dell'alveare. Le femmine depongono masse irregolari di uova in buchi o crepe presenti nell'alveare. Le uova si schiudono in 2-3 giorni e da esse escono piccole larve bianche che cresceranno fino a 10-11 mm. Le larve si nutrono di polline e miele danneggiando i favi e richiedono dai 10 ai 16 giorni per diventare mature. Le larve pronte a diventare pupe lasciano l'alveare e si impupano nel terreno vicino all'alveare, a 1-30 cm di profondità. Il periodo pupale dura circa 3-4 settimane. I nuovi adulti cercano altri alveari e solitamente le femmine si accoppiano e cominciano a deporre uova circa una settimana dopo il passaggio in età adulta. I coleotteri degli alveari possono avere anche 4 o 5 generazioni l'anno durante le stagioni calde.

## Danni alle colonie e al miele già immagazzinato
Il danno principale alle colonie e al miele immagazzinato prodotto dal piccolo coleottero degli alveari è attraverso l'attività nutritiva delle larve. Gli alveari con grandi infestazioni di questi coleotteri sono stati descritti in modo confusionario. Un breve sommario dei danni causati da questi insetti può essere così stilato:
- I tunnel delle larve attraverso i favi che contengono polline o miele, danneggiano o distruggono i favi.
- Le feci delle larve nel miele ne fanno cambiare il colore.
- L'attività delle larve causa fermentazione e una schiuma nel miele; il miele prende un caratteristico odore di arance marce.
- I danni e la fermentazione causano la fuoriuscita del miele dai favi, danneggiando l'intero alveare.
- Grosse infestazioni portano le api a sciamare; alcuni apicoltori hanno segnalato un rapido collasso anche di colonie molto forti.

## Controllo del coleottero dell'alveare
Il piccolo coleottero dell'alveare è considerato un problema secondario in Sudafrica, e dunque, non è oggetto di particolari controlli preventivi. L'insetto è spesso trovato in alveari deboli o al collasso, e raramente affligge gli alveari più forti. Il minore adattamento delle api di origine europea rispetto alle api sudafricane deve essere attribuito alla coevoluzione delle due specie. Negli Stati Uniti è autorizzato l'uso del Paradiclorobenzene (PDB) per proteggere i favi vuoti. Inoltre alcune sostanze insetticide sono state approvate per l'uso negli alveari per il controllo del piccolo coleottero dell'alveare in condizioni d'emergenza. La disinfestazione, effettuata anche immettendo sul terreno dei nematodi specifici viene normalmente attuata in prossimità dell'alveare colpendo l'insetto allo stato pupale.
Nei piccoli apiari può essere di contrasto al parassita tenere delle galline a razzolare tra le arnie.
La presenza di Aethina tumida è stata confermata per la prima volta in Italia il 5 settembre 2014 nel comune di Gioia Tauro, in un apiario dell'Università di Agraria posto in località Sovereto e poi in Sicilia, in provincia di Siracusa.